# Palaeolaginae
Palaeolaginae — викопна підродина зайцеподібних ссавців родини зайцевих (Leporidae). Представники підродини характеризуються примітивною будовою зубів. Були поширені в Євразії та Північній Америці з еоцену по плейстоцен.

## Класифікація
- Підродина †Palaeolaginae Dice 1929
  - Триба †Dasyporcina Gray 1825
    - Рід †Coelogenys Illiger 1811
    - Рід †Agispelagus Argyropulo 1939
    - Рід †Aluralagus Downey 1968
    - Рід †Austrolagomys Stromer 1926
    - Рід †Aztlanolagus Russell & Harris 1986
    - Рід †Chadrolagus Gawne 1978
    - Рід †Gobiolagus Burke 1941
    - Рід †Lagotherium Pictet 1853
    - Рід †Lepoides White 1988
    - Рід †Nekrolagus Hibbard 1939
    - Рід †Ordolagus de Muizon 1977
    - Рід †Paranotolagus Miller & Carranza-Castaneda 1982
    - Рід †Pewelagus White 1984
    - Рід †Pliopentalagus Gureev & Konkova 1964
    - Рід †Pronotolagus White 1991
    - Рід †Tachylagus Storer 1992
    - Рід †Trischizolagus Radulesco & Samson 1967
    - Рід †Veterilepus Radulesco & Samson 1967

  - Триба incertae sedis
    - Рід †Litolagus Dawson 1958
    - Рід †Megalagus Walker 1931
    - Рід †Mytonolagus Burke 1934
    - Рід †Palaeolagus Leidy 1856